# The Sims 2: Djurliv
The Sims 2: Djurliv (engelska:Pets) är det fjärde expansionspaketet till The Sims 2 och släpptes den 19 oktober 2006 i Sverige. Djurliv liknar till stor del Unleashed till det tidigare originalspelet The Sims, då båda går ut på att ha och sköta om husdjur.
I spelet kan simmarna äga olika sorters husdjur, som hundar, katter, ullråttor (marsvinsliknande varelser) och fåglar. Det finns många olika raser att välja mellan, och det finns även möjlighet att korsa och skapa egna raser.
Djuren har, precis som simmarna, gener, åldersstadium och släktträd. Simmarna kan lära sina djur tricks och konster som att sitta, ligga och spela död.

## Nya funktioner
- Man kan skapa en egen ras (hund eller katt), eller modifiera en befintlig.
- Om man inte vill skapa en hund eller katt, så kan man antingen adoptera en eller köpa en i en djuraffär
- Även djuren har behov och åsikter
- Hundar och katter kan avlas, så det bildas en stamtavla
- Simmarnas djur kan rymma om de inte trivs, de kan även omhändertas om man missköter dem
- Hundar och katter kan arbeta inom tre olika karriärer: Bevakning, Underhållning eller Samhälle
- Simmarna måste lydnadsträna sina husdjur, dock kan de anlita en lydnadstränare för ändamålet
- Ny spelbar varelse: Varulv (en sim drabbad av Lykantropi)

## Varulvssimmar
En sim blir varulv om den har byggt upp en stark relation till ledarvargen (den har gula glödande ögon). Då kommer den förr eller senare att nafsa simmen i handen när simmen ska klappa den. De blir lite sämre vänner, simmen vänder sig bort, börjar glöda orange- gult och sedan är den hårig, har gula ögon, krokig hållning och ylar. Varulvssimmar är "förvandlade" mellan kl 20.00 kl 6.00 (i spelet), och dagtid är den helt vanlig. En varulvssim kan (när den är varg på natten):
- Yla
- Kalla på vargar (ylar)
- Göra en Varulvsattack på en annan sim (ser ut som ett vanligt simslagsmål, men efteråt blir den attackerade simmen en varulv)
- "Grr-a" en sim (den säger "Grr!" och i den utsatta simmens "att göra- ruta" står det "Bli Grr-ad")

Bota en sim från lykantropi genom att ringa lydnadstränaren. När hon/ han kommer så köper man en blå dryck. Varulvssimmen dricker den, och blir som vanligt. Den f.d varulvssimmen måste då bli nafsad i handen igen för att bli varulv igen (det måste inte vara samma ledarvarg, det finns flera.)

## Kuriosa
- Djurliv levererades endast på DVD-ROM, något som många spelare missade och därmed fick problem vid installationen då många bara hade CD-läsare, varvid datorn ej kunde läsa skivan.
- I spelet kan man höra det svenska popbandet West End Girls sjunga på simlish (ett språk som enbart talas i spelet).